# شرکت آبجوسازی استون
آبجوسازی استون (که قبلاً با نام شرکت آبجوسازی استون شناخته می‌شد) کارخانه آبجوسازی آمریکایی است که دفتر مرکزی آن در اسکاندیدو، کالیفرنیا، قرار دارد. این شرکت در سال ۱۹۹۶ در سن مارکوس، کالیفرنیا تأسیس شد و بزرگ‌ترین کارخانه آبجوسازی در جنوب کالیفرنیا است. بر اساس حجم فروش در سال ۲۰۲۰، نهمین کارخانه آبجوسازی صنعتی بزرگ در ایالات متحده بوده.
در ژوئن ۲۰۲۲، شرکت‌های آبجوسازی استون و ساپورو اعلام کردند که ساپورو برای خرید آبجوسازی استون به توافق رسیده‌است و انتظار می‌رود قرارداد در اوت ۲۰۲۲ منعقد شود.

## تاریخ
استون در سال ۱۹۹۶ در سن مارکوس افتتاح شد. از سال ۱۹۹۹، این شرکت همچنین بازوی توزیع خود را به نام شرکت توزیع استون راه اندازی کرده‌است که در کالیفرنیای جنوبی خدمات ارائه می‌کند و بیش از ۴۰ برند آبجو، سیب و کومبوچا را نمایندگی می‌کند.